# 石を売る
『石を売る』（いしをうる）は、つげ義春により、1985年（昭和60年）6月に「COMICばく5」（日本文芸社）に発表された34頁からなる短編漫画作品。「無能の人」シリーズとして、『無能の人』『鳥師』『探石行』『カメラを売る』『蒸発』と続く連作に発展するが、その1作目。

## 概要

### 着想

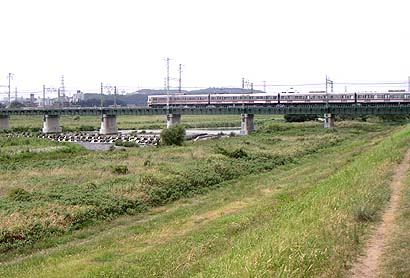
舞台となった京王相模原線の鉄橋付近

つげが石に興味をもち始めたのは『魚石』（1979年10月）を書いたころからで、雑誌で「水石」という世界があることを知り、その後多摩川へ行った際に、偶然、ある人に出会ったことなどがきっかけとなり作品の構想が起こった。自分自身が中年にさしかかったことで『散歩の日々』では中年を意識して描いたが、『石を売る』では構想の性格から『散歩の日々』の主人公のようなストイック人物像では不適当と考え、奇人変人的な一種の「無能の人」として描いた。作品中では特に強調してはいないものの非常に"自覚的"な人物で、相当なインテリですべてを承知してやっており、とぼけているだけという人物設定とした。そのため、顔も"アホみたいな顔つき"（つげ自身の言葉）ではなく、知的な側面をも持ち合わせてる人物像として決定された。

### 連作の構想
後に6作からなる連作に発展したが、この作品を描き始めた段階では、せいぜい2-3本しか描けないと考え、連作の構想はなかった。それでも、どこかに連作として描けそうという予感はあったが、『ばく』の締切りで毎月描かざるを得ない状態に追い込まれていたため、やむを得ず長期的な構想を練らないまま描き始めた。後に宗教や世捨てのテーマなども絡ませ始めるが、1作目であるこの作品では特に意識することはなく、「貧乏話」中心に構成されたが、それでもその2つのテーマがさりげなく散りばめられている。また、「父ちゃん、迎えにきたよ」というシーンは、後続作でも繰り返し描かれることになる。

### 舞台

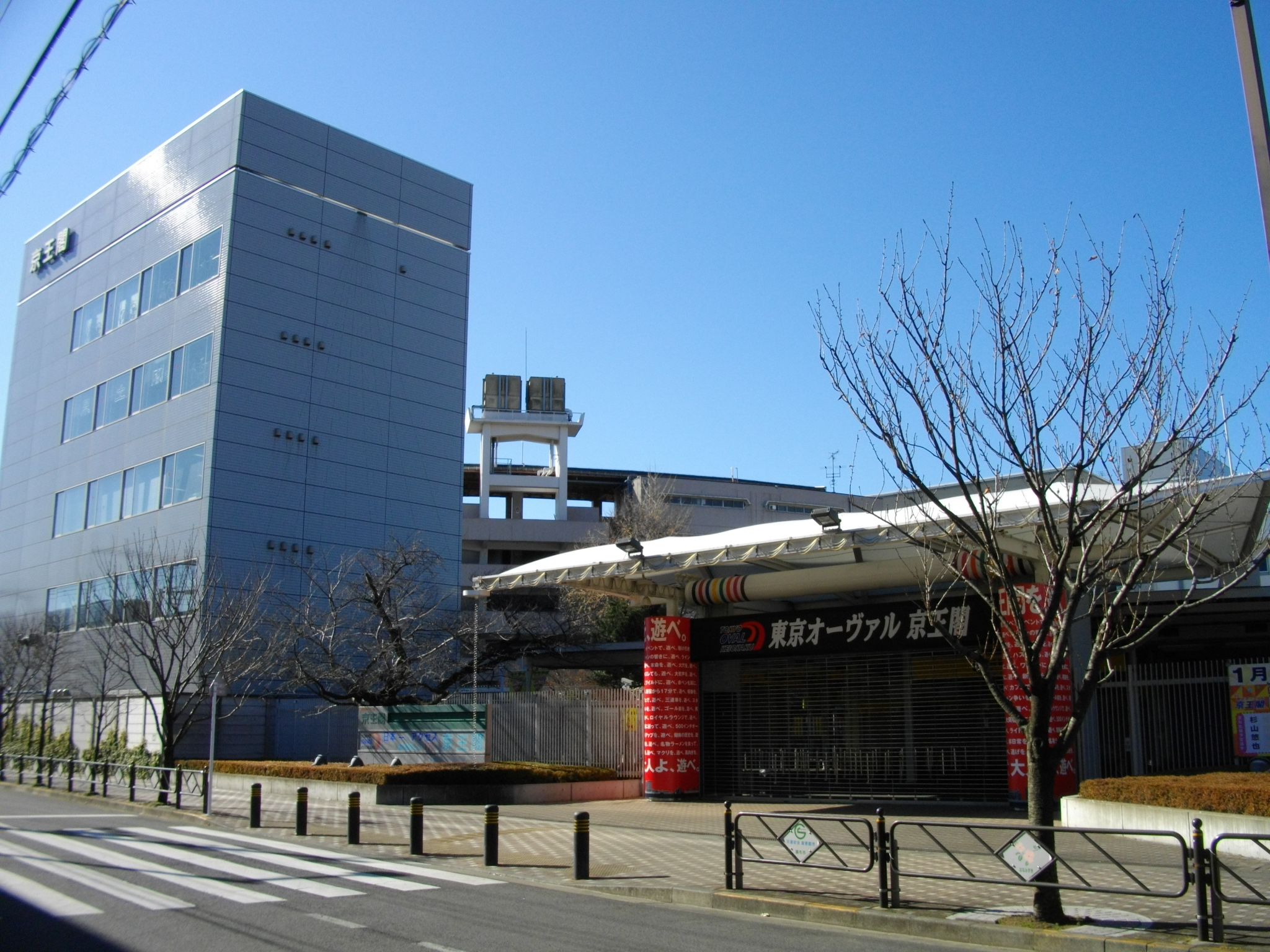
作品が描かれた27年後の2012年頃の京王閣競輪場

舞台は、リアリティを持たせるためにできる限り自分の生活圏内に設定されている。しかし、つげは、そのためにそれ以外からの題材がとりにくいため話（ストーリー）が作りづらくなったと語っている。一方でネタを広げすぎると嘘っぽくなるため、あえて競輪場（京王閣競輪場）や多摩川の渡しというような身近に実在する題材を取り入れている。このストーリー構成法に関して、つげは畑中純の『まんだら屋の良太』を例に出し、温泉地だけに絞って描けばリアリティが出るにもかかわらず舞台を広げて過ぎた点を批判し、それでも舞台を温泉地だけに限定するとストーリー展開ができなくなるため、やむを得ず舞台を広げたのではと推測している。この点に関して、権藤晋は、つげとの対談中に「畑中は娯楽至上主義だが、つげ作品は表現至上主義だから、舞台が多少狭くて不自由でも、テーマは絞りやすいし、絵も生き生きとしてくる」と評している。

### 妻の顔
「無能の人」シリーズでは、第3作までは、主人公の妻の顔が描かれず、当作でも描かれていないが、この理由について、つげは当初は3話くらいで終わらせる予定でいたために、出すつもりはなかった。女の顔を決めるのは大変な作業であり、ただ億劫であったためと自著に書いている。これに対し、権藤晋は「奥さんの顔が見えないというのは読者としては不安だ。きつい言葉をいう人だから、きつい顔を想像していたら、第4話で顔が描かれたのを見ると可愛かったわけで、渡辺一衛さんが、ホッとしたって論評している」と発言。これに対し、つげは、「怖い顔に書いてしまうと読者は仮にストーリーがよくまとまっていたとしても、読者がカタルシスを感じることができない。だから不美人には描けない。そういうところが自分の職人根性かもしれない。菅野さん（菅野修）なら平気で不細工な女を描くかもしれないですね」と語っている。

## あらすじ
漫画家、中古カメラ業、古物業を失敗した中年の主人公は、多摩川中流域の河原に小屋を出し、拾った石を並べ石屋を開業する。息子は喘息の発作に苦しみ、そのわきで妻は男を「ぐうたらの能なし」と愚弄する。せっかく元手をかけずに開業した石屋だったが、石はひとつとして売れず、近くの競輪場にボートで渡る客を見て、男は負ぶって渡すことを思いつく。「一人百円！」と呼び込んでみる。暗くなって息子が迎えに来るが、「虫けらってどんな虫?」と訊かれる。「母ちゃんが父ちゃんは虫けらだって」といっていたと聞かされる。

## 作品の舞台
主人公が石屋を開業した場所は、左奥に染地の多摩川住宅が見え、その右側には調布の堰があるコマの1枚から、京王相模原線の鉄橋付近から下流を眺めた風景と推測されている。作中では、河原に降りる階段周辺に多くの石がころがっているさまが描かれるが、2006年当時には緑地化されており、石がゴロゴロする様は見られない。また、作中に描かれた階段は2000年頃新しく造りかえられた。

## 参考サイト
- Movie Walker -  無能の人